# RJ-099
A RJ-099, denominada oficialmente desde 2008 como Rodovia Prefeito Abeilard Goulart de Souza, em homenagem ao ex-prefeito do município de Itaguaí, é uma rodovia do estado do Rio de Janeiro. Tem 15 quilômetros de extensão e liga o município de Seropédica ao município de Itaguaí. Partindo da BR-465, a antiga Rio-São Paulo, segue até a Rodovia Rio-Santos.
Criada nos anos 1950 como parte da RJ-014, esta rodovia é também conhecida como Reta de Piranema, pelo motivo de ser, literalmente, uma grande reta. No início dos anos 1970, com a abertura da Rodovia Rio-Santos, a RJ-014 foi desmembrada, tendo parte de seu leito sido aproveitado por aquela rodovia, e o trecho que dá acesso a BR-465 sido transformando na RJ-099. Um dos principais acessos ao Porto de Itaguaí,  podem ser encontrados diversos locais de extração de areia. Muitos deles agem na ilegalidade, degradando a área de proteção do Rio Guandu.
Nela também se localiza o centro de treinamento onde treinam as categorias de base do Campo Grande Atlético Clube, equipe de futebol do Rio de Janeiro.
A Rodovia Prefeito Abeilard Goulart de Souza tem um posto da polícia rodoviária estadual no Km 11, em Piranema, na antiga disputada divisa entre os dois municípios.
Na rodovia podemos encontrar bairros residenciais, como o Parque Jacimar e o de Vera Cruz, ambos no extremo norte da rodovia; o bairro Boa Fé, na divisa entre os municípios de Seropédica e  Itaguaí; e o bairro Rodoférrea e também condomínios residências, como o Village do Ypê Amarelo,  o sofisticado Village dos Coqueirais, ambos em Piranema, o condomínio TuroPark e o condomínio Fuzion.
A rodovia conta com um shopping center em  Itaguaí(Shopping PátioMix Costa Verde), bem como indústrias, como a Cassol. Também possui escolas públicas e privadas, como o Centro Educacional Alfredo Prado e a Escola Estadual Municipalizada Olavo Bilac, ambas no bairro Parque Jacimar; a Escola Municipal Eulalia Cardoso de Figueiredo e a Faetec-Seropédica, no Bairro Vera Cruz; a Escola Municipal Maria Archanja de Farias, no bairro Boa Fé; a Escola Estadual Piranema, o Colégio Santa Mônica e o Instituto Zion, esses em Piranema, Bem próximo também se encontram os colégios técnicos SENAI e CEFET,  no município de  Itaguaí.
O policiamento da rodovia fica a cargo do Batalhão de Polícia Rodoviária da Polícia Militar do Estado do Rio de Janeiro, que possui um posto no bairro de Piranema.